# 临洮路站
临洮路站位于中华人民共和国上海市嘉定区江桥镇曹安公路与临洮路交叉口，是上海地铁14号线的地铁车站。
2022年3月23日，为配合新型冠状病毒疫情防控，车站暂停服务，直至6月1日恢复。

## 车站结构

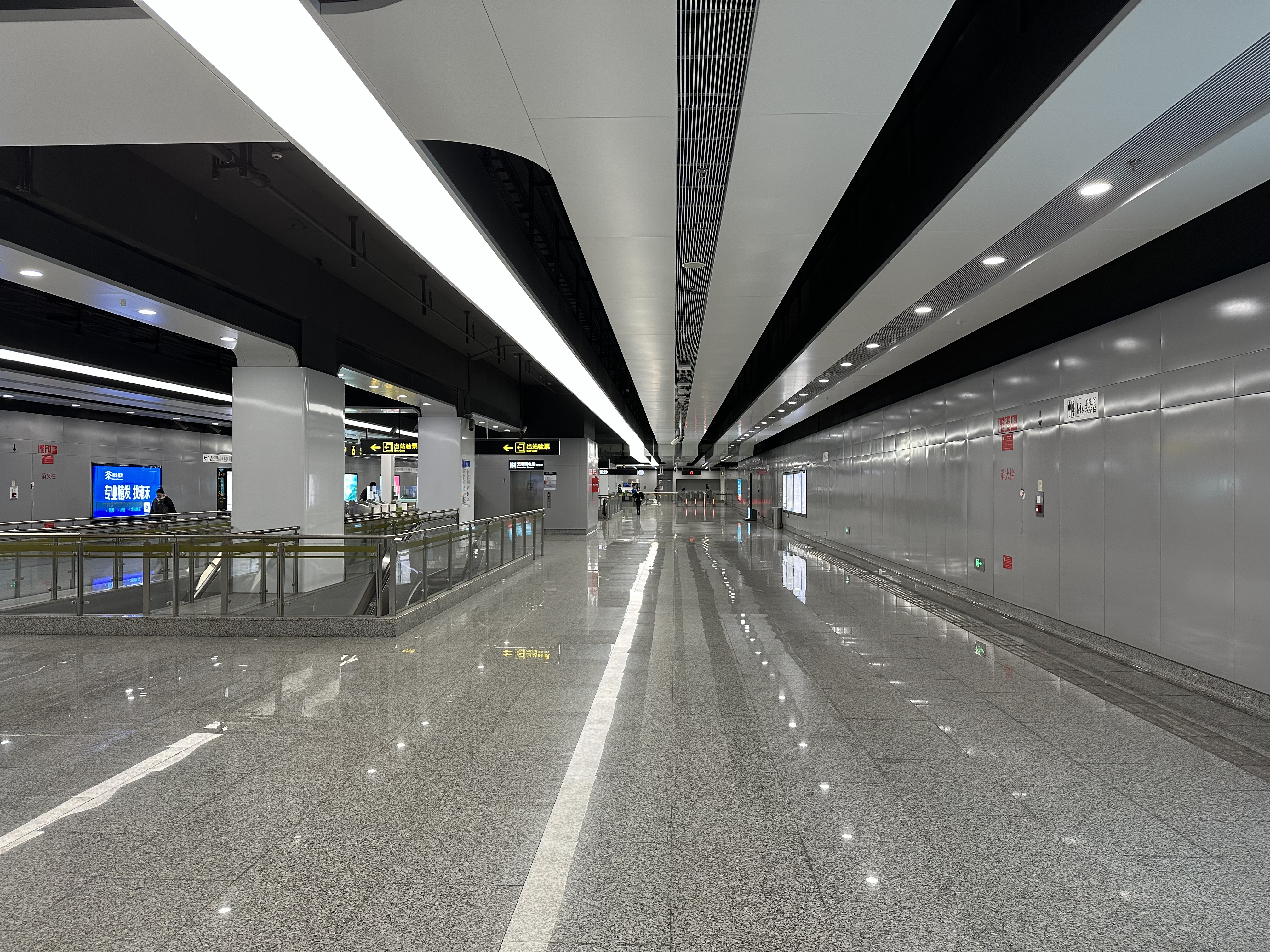
站厅

### 车站楼层
临洮路站共有3层。地面为车站出口，地下一层为车站大厅，地下二层为14号线站台。
| 地面层   | 出入口             | 1-4出入口                        |  |  |
| 地下一层 | 站厅               | 票务服务、自动售票机、人工服务台 |  |  |
| 地下二层 | ①站台              | █ 14号线 往封浜（乐秀路）        |  |  |
|          | 岛式站台，左侧开门 |                                  |  |  |
|          | ②站台              | █ 14号线 往桂桥路（嘉怡路）      |  |  |

## 车站出口
临洮路站共有4个出入口，各出入口如下所示：
| 出口编号            | 出口指示         | 照片 | 无障碍设施 |
| ------------------- | ---------------- | ---- | ---------- |
| 1 · 出口            | 曹安公路，临洮路 |      | 不適用     |
| 2 · 出口 · （设有） | 曹安公路，临洮路 |      |            |
| 3 · 出口            | 曹安公路，临洮路 |      | 不適用     |
| 4 · 出口            | 曹安公路，临洮路 |      | 不適用     |
| 图例： 设有         |                  |      |            |